# Elezione del Presidente del Senato del 2001
L'elezione del presidente del Senato del 2001 per la XIV legislatura della Repubblica Italiana si è svolta il 30 maggio 2001.
Il presidente del Senato uscente è Nicola Mancino. Presidente provvisorio del Senato è il senatore a vita Paolo Emilio Taviani, nato nel 1912, in quanto più anziano anagraficamente tra i componenti dell'assemblea presenti alla seduta, data l'assenza dei senatori a vita Francesco De Martino (nato nel 1907), Giovanni Leone (nato nel 1908), e Norberto Bobbio (nato nel 1909) e Carlo Bo (nato nel 1911).
Presidente del Senato della Repubblica, eletto al I scrutinio, è Marcello Pera.

## L'elezione

### Preferenze per Marcello Pera
| Scrutinio | Voti | Percentuale |
| --------- | ---- | ----------- |
| I         | 178  | 55,8%       |

## 30 maggio 2001

### I scrutinio
Per la nomina è richiesta la maggioranza assoluta dei componenti dell'Assemblea.
| Dati votazione | Dati votazione |  | Nome                 | Nome | Voti |
| -------------- | -------------- |  | -------------------- | ---- | ---- |
| Presenti       | 319            |  | Marcello Pera        | 178  |      |
| Votanti        | 319            |  | Francesco De Martino | 4    |      |
| Astenuti       | 0              |  | Domenico Fisichella  | 1    |      |
| Maggioranza    | 163            |  | Nicola Mancino       | 1    |      |
|                |                |  | Schede bianche       | 134  |      |
| Schede nulle   | 1              |  |                      |      |      |

Risulta eletto: Marcello Pera (FI)